# 沃爾多 (加利福尼亞州馬林縣)
沃爾多（英語：Waldo）是位於美國加利福尼亞州馬林縣的一個非建制地區。該地的面積和人口皆未知。

## 地理
沃爾多的座標為37°52′16″N 122°30′13″W / 37.87111°N 122.50361°W，而該地的平均海拔高度為7米（即23英尺）。